# Мирјана Катић
Мирјана Катић (Земун, 26. октобар 1976) (рођена као Мирјана Перовановић) српска је математичарка и директор Математичке гимназије.

## Каријера
Завршила је Математичку гимназију у Београду, а затим Математички факултет Универзитета у Београду на којем је проглашена најбољим студентом за школску 1998/1999. годину.
Професионалну каријеру започела је у Земунској гимназији као професор математике. Радила је и као асистент на Пољопривредном факултету Универзитета у Београду на предмету математика, а 2000. године почела је да ради као професор математике у Математичкој гимназији.
Године 2019. постављена је на место директора Математичке гимназије.
Коаутор је збирке задатака Збирке тестова из математике за Математичку гимназију, уџбеника 1100 задатака са математичких такмичења ученика основних школа 2004-2013. године. Уредник је монографије 55 година Математичке гимназије.
Од 2011. до 2019. године била је управитељ Фондације "Алмаги".

## Награде и признања
Уврштенa је међу „100 најмоћнијих жена у Србији” у 2020. години, на листи коју годишње објављују дневне новине Блиц.
Добитница је и:
- Плакете Министарства просвете, науке и технолошког развоја за изузетне резултате и постигнућа у раду са ученицима, јавном примеру добре праксе/пројеката и допринос унапређивању рада установе којом руководи - Математичка гимназија у Београду [9]
- Награде Business women awards 2021 за област образовања[10]